# Grasby (Royaume-Uni)
Pour les articles homonymes, voir Grasby.
Grasby est une paroisse civile et un village du Lincolnshire, en Angleterre.